# Iori
Az Iori (grúzul იორი [Iori], azeriül Kabırlı, Qabırlı vagy Gabirry, oroszul Ио́ри [Iori] vagy Иора́ [Iorá]) folyó a Déli-Kaukázusban.  Az ókorban Cambyses néven volt ismert.
A Nagy-Kaukázus hegységben ered Grúzia keleti részében. A grúz Kaheti régió fő folyója az Alazani mellett. Kahetiből Azerbajdzsánba folyik át, ahol a Mingacseviri-víztározóba ömlik. Innét a Kura folyó viszi tovább a vizét a Kaszpi-tengerbe. 
Hossza 320 kilométer. 
Grúzia legnagyobb, öntözésre is használt víztározói az Iori mentén találhatók: a felső folyásnál az országban a legnagyobb, a Sioni (325 millió m³), lejjebb a tbiliszii (308 millió m³), még lejjebb a Dalimta víztározó (180 millió m³).
A Déli Kaukázus ártéri erdőinek utolsó maradványai közül az egyik, gazdag állat- és növényvilággal, azon a területen található, ahol az Iori átlép Grúziából Azerbajdzsánba. A grúz oldalon található, öntözésre épített Dali víztározó gátja a környezetvédők szerint fenyegetést jelent az ártéri erdő élővilágára.